# 5 centesimi di euro
5 centesimi di euro (0,05 €) è uno degli 8 tagli delle monete in euro. Come le monete da 1 e 2 centesimi è di acciaio con placcatura in rame (da cui il colore rossastro): la percentuale di acciaio è del 94,64% mentre quella del rame del 5,36%.

## Aspetto
La moneta da 5 centesimi ha un diametro di 21,25 mm, è spessa 1,67 mm e pesa 3,92 grammi. Il diametro della moneta da 5 centesimi è superiore di 2,5 mm a quello della moneta da 2 centesimi che è a sua volta superiore della stessa misura al diametro della moneta da 1 centesimo di euro. 2,5 mm e la stessa differenza tra il diametro della moneta da 2 euro e quello della moneta da 1 euro.
Tutte le monete presentano una faccia comune detta rovescio e una specifica per ogni nazione chiamata dritto. Sul rovescio, opera di Luc Luycx (un artista e grafico belga vincitore del concorso europeo per il design delle nuove monete), è presente a sinistra il valore della moneta mentre sulla destra vi è un disegno raffigurante la Terra attraversato da 6 linee che uniscono 12 stelle. Il disegno della Terra simboleggia l'Europa rispetto al mondo mentre le 12 stelle richiamano la bandiera europea. Il contorno è liscio.

## Facce nazionali
| Immagine | Paese                         | Autore                                         | Anno      |
| --- | ----------------------------- | ---------------------------------------------- | --------- |
| | Andorra                       | Ruben da Silva                                 | 2014-     |
| Il Camoscio pirenaico e l'aquila reale                                                                       |                               |                                                |           |
| | Austria                       | Josef Kaiser                                   | 2002-     |
| Una primula                                                                                                  |                               |                                                |           |
| | Belgio 1ª serie               | Jan Alfons Keustermans                         | 1999-2007 |
| Effigie di Re Alberto II e il suo monogramma reale                                                           |                               |                                                |           |
| | Belgio 2ª serie               | Jan Alfons Keustermans                         | 2008      |
| Effigie di Re Alberto II e il suo monogramma reale                                                           |                               |                                                |           |
| | Belgio 3ª serie               | Jan Alfons Keustermans                         | 2009-2013 |
| Effigie di Re Alberto II e il suo monogramma reale                                                           |                               |                                                |           |
| | Belgio 4ª serie               | Luc Luycx                                      | 2014-     |
| Effigie di Re Filippo e il suo monogramma reale                                                              |                               |                                                |           |
| | Bulgaria                      | ?                                              | 2026-     |
| Cavaliere di Madara                                                                                          |                               |                                                |           |
| | Cipro                         | Tatiana Soteropoulos e Erik Maell              | 2008-     |
| Una coppia di mufloni                                                                                        |                               |                                                |           |
| | Croazia                       | Maja Škripelj                                  | 2023-     |
| La sigla "HR" in lettere glagolitiche, sullo sfondo un motivo a scacchiera tratto dallo stemma della Croazia |                               |                                                |           |
| | Estonia                       | Lembit Lõhmus                                  | 2011-     |
| Profilo dell'Estonia                                                                                         |                               |                                                |           |
| | Finlandia 1ª serie            | Heikki Häiväoja                                | 1999-2006 |
| Il leone araldico simbolo dello stato                                                                        |                               |                                                |           |
| | Finlandia 2ª serie            | Heikki Häiväoja                                | 2007      |
| Il leone araldico simbolo dello stato                                                                        |                               |                                                |           |
| | Finlandia 3ª serie            | Heikki Häiväoja                                | 2008-2010 |
| Il leone araldico simbolo dello stato                                                                        |                               |                                                |           |
| | Finlandia 4ª serie            | Heikki Häiväoja                                | 2011-     |
| Il leone araldico simbolo dello stato                                                                        |                               |                                                |           |
| | Francia                       | Fabienne Courtiade                             | 1999-     |
| Ritratto della Marianna, il simbolo della Repubblica francese                                                |                               |                                                |           |
| | Germania                      | Rolf Lederbogen                                | 2002-     |
| Un ramoscello di quercia, già presente sui vecchi pfennig                                                    |                               |                                                |           |
| | Grecia                        | Georgios Stamatopoulos                         | 2002-     |
| Una moderna petroliera                                                                                       |                               |                                                |           |
| | Irlanda                       | Jarlath Hayes                                  | 2002-     |
| La tradizionale arpa celtica                                                                                 |                               |                                                |           |
| | Italia                        | Ettore Lorenzo Frapiccini                      | 2002-     |
| Il Colosseo a Roma                                                                                           |                               |                                                |           |
| | Lettonia                      | Laimonis Šēnbergs                              | 2014-     |
| Stemma semplificato della Lettonia                                                                           |                               |                                                |           |
| | Lituania                      | Antanas Žukauskas                              | 2015-     |
| Il Cavaliere Vytis, eroico cavaliere e simbolo nazionale                                                     |                               |                                                |           |
| | Lussemburgo                   | Yvette Gastauer-Claire                         | 2002-     |
| Effigie del Granduca Enrico                                                                                  |                               |                                                |           |
| | Malta                         | Noel Galea Bason                               | 2008-     |
| L'altare del tempio di Menaidra                                                                              |                               |                                                |           |
| | Principato di Monaco 1ª serie | Nicolas Cozon e Robert Cochet                  | 2001-2005 |
| Stemma della famiglia Grimaldi, tratto dallo stemma nazionale monegasco                                      |                               |                                                |           |
| | Principato di Monaco 2ª serie | Nicolas Cozon e Robert Cochet                  | 2006-     |
| Stemma della famiglia Grimaldi, tratto dallo stemma nazionale monegasco                                      |                               |                                                |           |
| | Paesi Bassi 1ª serie          | Bruno Ninaber van Eyben                        | 1999-2013 |
| Ritratto di profilo della Regina Beatrice posizionato su uno sfondo stellato                                 |                               |                                                |           |
| | Paesi Bassi 2ª serie          | Erwin Olaf                                     | 2014-     |
| Ritratto di profilo del re Guglielmo Alessandro                                                              |                               |                                                |           |
| | Portogallo                    | Victor Manuel Fernandes dos Santos             | 2002-     |
| Sigillo reale del 1134 di Alfonso I del Portogallo circondato da 5 stemmi araldici e 7 castelli              |                               |                                                |           |
| | San Marino 1ª serie           | František Chochola e Ettore Lorenzo Frapiccini | 2002-2016 |
| la Prima Torre (la Guaita)                                                                                   |                               |                                                |           |
| | San Marino 2ª serie           | Arno Ludwig                                    | 2017-     |
| La Chiesa dei Cappuccini                                                                                     |                               |                                                |           |
| | Slovacchia                    | Drahomír Zobek                                 | 2009-     |
| Il monte Kriváň, nella catena dei Monti Tatra                                                                |                               |                                                |           |
| | Slovenia                      | Miljenko Licul, Maja Licul e Janez Boljka      | 2007-     |
| Il seminatore, opera del pittore impressionista sloveno Ivan Grohar                                          |                               |                                                |           |
| | Spagna 1ª serie               | Garcilaso Rollán                               | 1999-2009 |
| Facciata della cattedrale di Santiago de Compostela                                                          |                               |                                                |           |
| | Spagna 2ª serie               | Garcilaso Rollán                               | 2010-     |
| Facciata della cattedrale di Santiago de Compostela                                                          |                               |                                                |           |
| | Città del Vaticano 1ª serie   | Guido Veroi e Uliana Pernazza                  | 2002-2005 |
| Effigie di papa Giovanni Paolo II                                                                            |                               |                                                |           |
| | Città del Vaticano 2ª serie   | Daniela Longo e Ettore Lorenzo Frapiccini      | 2005      |
| Stemmi del Cardinale Camerlengo e della Camera Apostolica                                                    |                               |                                                |           |
| | Città del Vaticano 3ª serie   | Daniela Longo e Ettore Lorenzo Frapiccini      | 2006-2013 |
| Effigie di papa Benedetto XVI                                                                                |                               |                                                |           |
| | Città del Vaticano 4ª serie   | Patrizio Daniele e Maria Carmela Colaneri      | 2014-2016 |
| Effigie di papa Francesco                                                                                    |                               |                                                |           |
| | Città del Vaticano 5ª serie   | Daniela Longo e Maria Carmela Colaneri         | 2017-     |
| Stemma di Papa Francesco                                                                                     |                               |                                                |           |